# 朱見淔
临漳荣和王朱见淔（1451年—1516年10月18日），明朝临漳恭安王朱祁鋆嫡长子，明朝第二代临漳王。母亲是王妃和氏。

## 生平
成化十九年（1483年）五月，朱祁鋆奏称想和朱見淔祭掃祖父母、父母墳塋，明宪宗命朱祁鋆出城祭掃一次，事畢即回，朱見淔不許同行。
成化二十一年（1485年）闰四月，朱祁鋆去世。成化二十三年（1487年）六月，宪宗遣恭順侯吳鑑、鎮遠侯顧溥、武安侯鄭英、保定侯梁任、永康侯徐錡、廣平侯袁輅、遂安伯陳韶、懷柔伯施鑑為正使，中書舍人錢鏞、吏部署郎中吳裕、戶部郎中許楫、署郎中王溥、禮部郎中李魁、兵部郎中劉傳、刑部署郎中王懋、工部郎中顧餘慶為副使，持節冊封朱見淔為臨漳王，夫人石氏為臨漳王妃。
十月，朱見淔请求去先人坟塋祭掃，明孝宗下詔准许他去一次，不得引以為例。
正德十一年（1516年）九月，朱見淔去世。明武宗輟朝一日，按例賜祭葬，谥榮和。
他的庶长子镇国将军朱祐杙已经去世。正德十六年（1521年）八月，朱祐杙的庶次子朱厚炣袭封临漳王。

## 评价
- 《弇山堂别集》卷074：寵祿光大，不剛不柔。